# 잔의 슈트

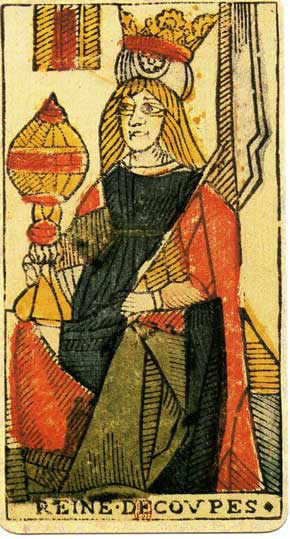
성배의 여왕(마르세유판). 여왕의 잔은 특수한 형태를 하고 있다.

잔의 슈트(Suit of Cups)는 타로의 마이너 아르카나의 4대 슈트의 하나로 성배를 본땄다. 성배의 슈트(Suit of Chalices)라고도 한다.
플레잉 카드의 하트에 상당하며, 4원소의 물을 맡는다.

## 카드의 종류와 의미
아서 에드워드 웨이트의 타로 도해에 해설된 의미는 이하와 같다.

### 핍(숫자)
잔의 에이스
「컵의 1」라고도 한다. 기쁨, 만족.
잔의 2
사랑, 우정, 일치.
잔의 3
풍부, 행복, 성취, 치유.
잔의 4
권태, 포식, 혼합적 쾌락.
잔의 5
손실, 기대한 정도가 아닌 유산.
잔의 6
과거를 되돌아 봄, 행복, 즐거움.
잔의 7
환상, 어느 정도의 성공(다만 영속적인 물건은 아님).
잔의 8
성공의 방폐, 겸손, 현실 도피.
잔의 9
물질적 안녕, 만족.
잔의 10
만족, 인간애와 우정의 완전함, 행복한 가정.

### 코트(인물)
잔의 시종
공부 열심인 젊은이, 숙고.
잔의 기사
도착, 발전, 제안, 고무.
잔의 여왕
선량하고 공정한 여성, 행복, 예지.
잔의 왕
공정한 남성, 창조적 지성.

에이스
2
3
4
5
6
7
8
9
10
시종
기사
여왕
왕